# 궁예
궁예(弓裔, 869년 음력 5월 5일? ~ 918년 7월 24일, 재위: 901년 7월 ~ 918년 7월 24일(음력 6월 14일))는 신라 시대 왕가 서족(王家 庶族) 출신의 승려이자 태봉의 군주이다. 그는 신라 헌안왕 또는 경문왕과 후궁 사이에 태어난 서자(庶子)였다. 속세에서의 성은 김(金)씨, 본관은 경주(慶州), 불교 승려로서의 법명은 선종(善宗)이다. 918년 왕건에게 축출되었으므로 시호는 없다.
신라 왕실의 서자로 왕위계승권에서 밀려난 뒤 유모가 피신시켜 죽음을 모면했고 이후 세달사로 피신하여 승려가 됐다. 신라 말기의 혼란기에 자립하여 사병을 모으고 장군이 되었다가 스스로 왕이라 칭하고 후고구려를 건국했다. 뒤에 국호를 마진, 태봉으로 변경했으나 스스로를 미륵으로 자처하면서 신정적 전제 왕권을 강력히 추진했다. 이후 호족들과 태봉에서 형성되고 성장한 군인, 불교 세력 및 유학자들과 갈등하던 중 918년 시중 왕건과 그를 추대한 군인, 왕건을 강력히 지지한 옛 고구려계의 패서 지역 호족들과 왕건을 지지한 유학자들에게 축출되어 비참한 최후를 맞이했다. 궁예의 죽음으로 태봉은 멸망한다.

## 생애

### 생애 초반
궁예의 출생을 두고 신라 왕족과 연관되어 있다는 주장이 있다. 《삼국사기》에 의하면 궁예는 신라의 국왕 헌안왕(김의정) 혹은 경문왕(김응렴)과 그의 빈어(嬪御) 사이에서 태어난 왕의 서자로 기록되어 있다. 음력 5월 5일에 외가에서 태어났으며, 태어날 때부터 무지개를 닮은 흰 빛이 지붕 위에 있었고 날 때부터 치아가 있었다. 당시 단오에 태어난 아이를 불길하게 여기던 문화와 궁예의 이런 특성을 두고 불길하게 여긴 일관이 아버지인 왕에게 궁예를 죽일 것을 청했는데 왕명으로 궁예를 죽이러 온 중사(中使)는 궁예를 포대기에 싸서 높은 누대에서 던졌다. 누대 아래로 떨어진 궁예를 유모가 밑에서 받아서 목숨은 구했지만 이때 유모의 손가락이 눈을 찌르는 바람에 한 쪽 눈을 실명했고 유모는 궁예와 함께 멀리 도망가 궁예를 길렀다고 한다. 이런 출생의 사연 때문인지 궁예는 평생 신라를 적대적으로 대한다.
- 삼국사기와 고려사에 등장하는 고경참문에 의하면 궁예는 丑년생인데 그러면 857년생, 혹은 869년생인 걸 알 수 있다. 궁예가 891년 절을 떠나 처음 봉기에 참여한 시기로 미루어 짐작할 때 869년생, 그러니까 경문왕의 서자라는 설이 더 설득력 있게 받아들여진다.

- 한편 '태봉의 궁예정권'을 쓴 조인성과 다른 소장 학자들은 고려왕조 건국 정당화를 위해서 신라 왕자가 아닌 궁예를 신라 왕의 아들로 조작했다는 설을 주장하고 있다. 즉 신라 왕의 아들이면서도 자신의 조국인 신라를 철저히 적대시하는 패륜아로 조작해 고려왕조 건국 정당화를 꾀했다는 의견이다. 이 의견을 처음 꺼낸 단재 신채호는 궁예를 고구려 유민 계열의 평범한 승려 출신으로 보았고 현대의 조인성 같은 학자들은 궁예는 몰락한 신라 진골 귀족 출신으로 추정하는 의견이 많다.

궁예가 10여 세가 되었을 무렵 유모는 말썽만 일으키고 있는 궁예에게 출생의 비밀을 알리며 "너는 왕자로서 태어났고 살해당하는 것이 안 되게 생각되어너를 목숨을 걸고 길렀는데 너는 매일 소동을 일으켜 나에게 걱정만 끼치고 있다. 너의 정체가 알려지면 우리는 살해당할 것이니 슬프다."라고 했다. 궁예는 울면서 "그러면 제가 집을 나가서 더 이상 어머님에게 걱정을 끼치지 않겠습니다..." 하고는 집을 나와서 세달사(世達寺)에 몸을 기탁해 스스로 성명을 선종(善宗)이라 했다.
궁예의 승려 시절에 대해 《삼국사기》는 그가 "장성하자 승려의 계율에 얽매이지 않고 기상이 활발하며 뱃심이 있었다."고 전한다. 이후 기훤의 부하나 양길 같은 군벌들에게 빠르게 인정받는 상황을 보면 승려 활동보다는 무예 등에 더 관심이 있었던 것으로 추정된다. 훗날 궁예의 측근으로 같이 축출된 종간이라는 인물에 대해 "젊어서 승려가 되었던 자"라고 적었기 때문에 일찍부터 궁예와 관계가 있었을 것으로 보이는 종간이 궁예의 승려 시절, 즉 세달사에 있던 시절에 궁예를 알게 되었을 것으로 보기도 한다. 세달사에서 승려로 지내던 궁예가 어느 날 재(齋)에 나아가 행렬에 들었는데 까마귀가 그의 바리때에 '왕(王)' 자가 새겨진 상앗대를 떨어뜨리고 간 것을 보게 되었고 이때부터 궁예는 자신이 장차 크게 떨쳐 일어날 것이라 굳게 믿었다고 한다.

### 출사
진성여왕 때부터 신라의 각지에서는 거듭되는 흉년과 가혹한 세금 징수를 견디다 못해 도망쳐 도적이 된 자들의 봉기가 잇따랐는데 진성여왕 5년(891년) 궁예도 절을 떠나서 죽주(竹州-경기도 안성시)에서 활동하던 군벌 기훤(箕萱)을 찾아가 그의 휘하에 들어가려 했다. 그러나 기훤이 궁예에게 오만하고 무례한 자세로 대하자 궁예는 다음해인 진성여왕 6년(892년) 기훤의 휘하에 있던 원회(元會), 신훤(申煊)과 같이 기훤 세력을 떠나 북원(北原-강원도 원주시)의 군벌 양길(梁吉)의 휘하에 들어갔다. 양길은 궁예를 신임해 그에게 군사를 나누어 주며 북원 동쪽 땅의 경략을 맡겼고 궁예의 군대는 치악산의 석남사(石南寺)에 주둔하면서 북원 동쪽의 주천(酒泉-강원도 원주시) · 내성(奈城-강원도 영월군) · 울오(鬱烏) 어진(御珍) 빠르게 점령한다.
진성여왕 8년(894년)에는 드디어 명주를 다스리던 김순식에게 항복을 받아네 명주(溟州-강원도 강릉시) 무혈 입성했다. 이 때 궁예의 세력이 강해지자 궁예는 자신의 부대 3,500명을(신라본기에는 600명), 재편성해 14대(隊)로 나누어 편재하고 김대(金大) · 검모(黔毛) · 흔장(昕長) · 귀평(貴平) · 장일(張一) 등을 뽑아 사상(舍上-부장)으로서 임명하고 궁예 자신은 장군(將軍)을 자칭했는데 하대 신라에서 반란의 지도자나 호족 세력이 장군을 자칭한 것은 궁예가 최초였다. 궁예는 자신을 따르는 무리들과 고락을 함께 하며 일을 공명정대하게 처리해 신라에 등을 돌린 백성들의 마음을 끌어들이는 데 성공한다.
- 당시 '명주'의 성주는 김순식으로 그의 조상은 신라 무열왕의 직계 자손이었다. 신라가 쇠퇴기에 접어들기 시작했던 36대 혜공왕보다 겨우 2명 뒤의 임금으로 신라 38대 왕이 되는 원성왕(재위 기간: 785년 ~798년)서 패한 뒤 화가 자신에게 미칠 것을 두려워해 이곳 '명주'땅으로 내려와 지배하면서 '명주군왕'(溟州郡王)을 자처한 김주원이 선조로 그가 명주를 지배한 후 후손인 '김순식' 때까지 100년이 넘게 지배적인 권력을 누리고 있었다. 그리고 김주원 이후 그의 아들 김헌창(金憲昌)이 '내전' 규모의 대규모 반란을 일으켰다가 토벌되었고, '김헌창'의 아들인 '김범문'도 반란을 일으키다가 실패했는데도 불구하고 김주원의 자손들은 '명주'를 100년이 넘게 통치하고 있었다. 아무리 나말의 신라 중앙정부가 내부의 극심한 권력다툼과 부패, 수탈로 엉망이었다고는 해도 김주원의 아들인 '김헌창'이 대규모 반란을 일으키다가 진압이 되고 그 뒤 김헌창의 아들인 '김범문'도 다시 반란을 일으켜 2대가 토벌이 될 정도여서 마냥 무능력하지만은 않은 신라중앙정부군에게 '명주'만은 끝내 멸망당하지 않았고, 100년이 훨씬 넘게 명주에서 사실상 임금 행세를 할 수 있었던 '김주원'과 그 후손들은 믿기 힘들 정도로 강한 저항력을 가졌다. 훗날 918년 왕건의 역성혁명으로 궁예가 몰락하고 고려가 건국되었는데도 불구하고 김순식은 무려 10년을 고려 태조 왕건에게 항복하지 않고 버티다가 928년 1월에 가서야 완전히 투항을 하는, 믿기 힘들 정도의 초인적인 저항능력을 보여준 것을 감안하면 당시 궁예가 나라도 건국하지 못한 상태에서 이렇게 막강한 '김순식'이 지배하는 명주를 함락시키는 것은 불가능에 가까웠다. 일각에선 김순식이 기득권을 보장받는 대신 명주를 궁예에게 바쳤을 것이라고 추정하고 있지만, 또 추가로 궁예와 김순식이 개인적으로 밀접했기 때문이라는 말도 있다. 그래서 둘의 인간관계가 친한 점에 더해 명주의 기득권을 보장받는 조건으로 김순식이 궁예에게 항복한 것으로 볼 수 있다.

- 일부는 궁예가 이 때부터 세상이 끝나는 날 현신해 세상을 구원한다는 미륵불이라 자처했고 백성들은 그런 궁예를 자신들을 구원해줄 대상으로 삼았지만 궁예가 이때부터 자신을 미륵으로 여겼다는 학계 일부의 견해는 설득력이 떨어진다. 왜냐하면 이때의 궁예는 아직 양길의 부하로 있었던 시절이었고 명주를 장악한 후 황제나 왕도 아닌 장군만 자처하는 상황에서 스스로 미륵으로 자처하며 사람들에게 자신이 신이라고 말하는 것은 논리적으로 앞뒤가 안 맞는 상황이기 때문이다.

### 즉위와 전쟁

#### 태봉(후고구려) 개국 선포
진성여왕 9년(895년), 궁예는 동해를 끼고 북상해 영서 지방으로 넘어와 저족, 성주(화천), 부약(금화), 금성(금화군), 철원 등 10여 군현을 점령하여 세력 기반을 다졌고, 지금의 강원도 전 지역을 장악한 궁예는 이듬해 철원을 자신의 도읍으로 삼았다. 궁예의 세력이 급성장하자 패서(浿西), 즉 예성강 이북 지역의 호족들이 차례로 궁예에게 자진 투항했는데, 세력이 강력해진 것을 본 궁예는 나라를 세워 임금이 된다.
진성여왕 10년(896년) 송악(松嶽-경기도 개성시)의 해상 호족이었던 사찬 왕륭이 송악군을 바치고 항복한다. 이에 궁예는 왕륭을 금성태수에 임명하고 한편 왕륭의 건의를 받아들여 왕륭의 아들인 왕건을 송악군에 발어참성(勃禦塹城)을 쌓게 한 뒤 그곳의 성주로 임명한다 혹은 왕건을 철원군태수에 임명했다는 기록도 있다 그 뒤로도 세력을 빠르게 확장하는 한편 진성여왕 11년(897년) 왕륭의 제의를 받아들인 궁예는 898년 7월 철원에서 송악으로 도읍을 옮기고, 왕건을 시켜 양주와 청주(淸州) 등 30여 성을 정벌하도록 했다. 겨울 11월에 궁예는 처음으로 팔관회를 열었다.
효공왕 3년(899년) 궁예는 청주 지방을 점령하여 소백산맥 이북의 한강 유역을 수중에 넣고, 3월에 왕건을 정기대감(精騎大監)으로 삼아 양주와 견주를 공략하게 했지만 이겼다는 표현이나 함락,평정 등의 승리를 뜻하는 용어들이 없는 관계로 왕건의 이 첫번째 전투는 실패했을 가능성이 높다. 궁예의 세력이 강성해지는 것에 두려움을 느낀 북원의 양길은 자신의 관할 및 한산주 지역 호족들을 끌어들여 궁예를 공격하지만 이를 사전에 간파한 궁예의 선제 공격으로 비뇌성 전투에서 참패하고 자신도 몰락하고 말았고, 비뇌성에서 양길을 패배시킨 뒤인 효공왕 4년(900년) 왕건에게 명하여 광주 · 국원경(충주) · 청주 · 당성(唐城) · 괴양(槐壤) 일대를 정벌하여 광주를 우선 평정하고, 국원경과 청주 · 괴양의 적수 청길(淸吉) · 신훤(莘萱) 등의 항복을 받아냈다. 그리고 효공왕 5년(901년) 7월에 스스로 고려왕(후고구려왕)을 칭했다(《삼국유사》 연표에는 고려). 김부식은 《삼국사기》에서 "신라가 당병을 청해 고구려를 멸망시켜서 평양의 옛 도읍에는 잡초만 무성하게 되었으니, 그 원수를 내가 갚겠다"고 선언한 궁예의 발언을 기록하면서, 그것을 "신라로부터 버림받은 것에 분을 품었기 때문"이라고 소개했고, 궁예가 부석사에서 신라왕의 초상화를 발견하고 그것을 칼로 쳤다는 일화도 함께 전하고 있다.
효공왕 6년(902년)부터 왕건을 서해안에 파견해 당시 후백제의 해상으로의 대중 교역로를 차단하게 했고, 효공왕 7년(903년) 3월, 수군으로 후백제의 후방에 위치한 중요한 해상 거점이었던 금성(錦城. 지금의 나주 지역)지역을 점령하면서 영토를 넓혔다. 나아가 왕건은 금성 공략과 함께 양주(良州)의 호족이었던 김인훈(金忍訓)을 구하여 돌아온 공으로 궁예로부터 알찬의 관등을 받았다.

#### 마진
신라 효공왕 7년(904년) 7월에 궁예는 신라의 제도를 참작해 관직을 설치하고, 국호를 마진으로 고쳤으며 연호를 정하여 무태(武泰)라 했다.
이보다 앞선 903년부터 궁예는 수도를 이미 송악에서 자신의 첫 거점이었던 철원으로 옮길 계획을 세우고 있었다. 철원과 부양 등지를 친히 돌면서 산세를 살피기도 하고, 청주의 민호 1천여 호를 철원으로 옮겼으며, 이듬해인 무태 2년(905년)에 송악에서 철원으로 도읍을 옮겼다.
궁예가 철원으로 도읍한 뒤에 세운 궁터는 구 철원 북쪽 30리, 현재 비무장지대 안에 위치해 있으며, 그곳의 지명은 풍천원(楓川原)이라 불리는 곳이었다. 철원의 궁궐과 누대는 크고 화려하게 세워졌으며, 연호도 무태에서 성책(聖冊)으로 바뀌었다. 904년 상주와 근처의 30여 주현을 쳐서 빼았았고, 공주 장군 홍기(弘奇)가 와 투항했고, 또한 905년 평양성주 장군 검용(黔用)이 항복했고, 증성(甑城)의 적의(赤衣) · 황의(黃衣)의 도적 명귀(明貴) 등이 복속해 와 궁예는 지금까지의 모든 전투들에서 승리를 거두어 '상승장군' 모습을 유감없이 보여주었다. 《삼국사기》는 이때부터 궁예가 강성해졌다며 자만하고는 신라를 병탄하고자 했고, 신라를 멸도(滅都)라고 부르게 하면서 신라에서부터 귀순해 오는 자는 모두 죽였다고 적고 있다.
성책 2년(906년), 궁예는 왕건을 보내 견훤의 군대를 상주(尙州)의 사화진(沙火鎭)에서 맞아 싸우게 했고 왕건의 군대는 견훤의 군대와 여러차례 치열하게 싸워 결국 크게 이겼다.
한편 후백제의 견훤은 궁예 성책 5년(909년) 다시 나주 지역에 대한 공략을 실시하여 지금의 영산강 하에서 영광 서쪽 해안인 염해현까지 진격했다. 6월에 왕건의 수군이 광주(光州)의 진도(珍島)를 쳐서 차지하고 고이도(皐夷島)의 항복을 받아냈으며, 목포에서 덕진포까지 진을 치고 있던 후백제의 수군을 화공(火攻)으로 대파했으며, 압해현의 해상 호족 능창이 왕건의 수군에 붙잡혀 궁예에게 보내져 처형되었다. 성책 6년(910년) 후백제의 견훤이 다시 3천명의 군사를 내어 나주를 10일간 공격하자 부하 장군에게 수군을 주어 공격해 견훤을 쳐서 몰아내고 나주 지역을 확고하게 지배하게 되었고, 이후 912년 궁예는 왕건을 대동해 자신이 직접 군대를 이끌고 덕진포로 진출해 견훤과 싸워 견훤을 패배시키고 나주를 다시 되찾았다고 선각국사비(형미.)의 비석에 나오고, 오늘날 국사학계에서도 유력한 학설로 떠오르고 있다. 그밖에 궁예는 908년에도 직접 군대를 거느리고 나주로 출병해 공을 세웠다고 신라말,고려 초의 고승인 '사무외대사'중 한 명인(형미도 포함됨.)'경유' 대사의 비석에서도 나오듯이 최근에는 '나주 전투'에서의 궁예의 역할이 재조명되는 측면이 있다.

이 무렵 궁예의 판도는 남으로는 공주와 상주, 동북으로는 증성(甑城), 서북으로는 지금의 황해도와 평안남도 남부까지 이르러 국세를 크게 떨쳤다.

#### 태봉
911년(효공왕 14년) : 국호를 태봉(泰封)으로, 연호를 수덕만세(水德萬歲)로 개칭하고 궁궐을 증축했다. 태봉(泰封)의 뜻은 주역에서 ‘태(泰)’는 ‘천지가 어울려 만물을 낳고 상하가 어울려 그 뜻이 같아진다’는 뜻이라 하고, 봉(封)은 봉토, 곧 땅이다. 결국 궁예는 철원을 기반으로 ‘영원한 평화가 깃든 평등 세계’, 곧 미륵세상인 대동방국의 기치를 높이 든 것이다.
《삼국사기》는 궁예가 태봉을 선포한 때부터 스스로를 현세의 미륵(彌勒)이라고 칭하게 되었다고 기록했다. 행차할 때면 금관을 머리에 쓰고 금은으로 장식한 말안장을 얹은 말에, 행차 앞뒤로 향로를 받쳐 든 남녀 어린아이 수십 명을 세워 걷게 했으며, 자신의 두 아들도 청광보살 · 신광보살이라 부르게 했다. 또한 직접 불교 경전 20권을 짓기도 했는데, 당시 석총(釋總)이라는 승려가 이 불경을 보고 "하나같이 요사스러운 말로서 입에 담기도 어렵다"고 혹평했고, 이에 분노한 궁예는 석총을 철퇴로 쳐 죽이고 말았다.
이 외에도 917년에 선종 계열의 승려로, 후백제 지역에서 건너와 활동했던 형미도 궁예에게 죽임을 당했다고 전해져, 궁예가 억지스러운 불교 경전들을 짓고, 미륵으로 행세하는 식의, 정통 불교 교리를 근본적으로 파괴하는 억지스러운 자기 신격화를 추진하는 것에 대해 불교계가 거센 반발을 하고 있음을 알 수 있고, 또 유학자들의 경우도 본래 궁예의 최측근이였다가 궁예에게 죽을뻔한 왕건을 살려준 후, 궁예를 등지고 왕건의 최측근이 된 유학자 최응과 궁예 정권 시절 궁예의 태자인 청광보살의 사부의 벼슬이였던 동궁기실로 있다가 궁예의 왕비 강씨와 강씨의 두 아들이 처형된 전후에 궁을 탈출해 승려가 되었다가, 역시 왕건의 집권 후 돌아와 왕건의 신료가 되어 왕건에게 최초로 왕씨 성을 하사받은 왕유(본명: 박유)의 경우와 궁예가 몰락한 해인 918년 3월, 왕창근이 한 기이한 노인에게서 얻은 거울에 적힌 왕건이 궁예를 멸망시킨후 삼한을 통일하고 더 나아가 압록강까지 수복한다는 내용의 은어로 된 글들을 해석한후, 왕건과 자신들의 안전을 위해 거짓으로 꾸며서 왕건을 위기에서 구했다는 궁예의 문인들이였던 송함홍, 백탁, 허원 등의 경우들을 봐도, 대개의 유학자들과 유학 계열의 문인들 역시, 자신을 신으로 여기면서, 사람들에게 자신을 신격화시키고 신으로서의 숭배를 강요하는 궁예의 행동들에 반감을 가지고 있었음을 짐작할 수 있다.
수덕만세 3년(913년) 왕건을 파진찬 겸 문하시중으로 임명해 수도로 불러들인지 1년만인 정개 원년(914년)에, 견훤이 나주를 공략해 오자 "수군의 장수가 지위가 미천해서 위엄을 널리 보일 수 없다."며 다시 왕건을 시중에서 해임하고 백선장군으로 삼아 나주로 내려 보냈다. 이는 왕건 자신 또한 바라던 바이기도 했다. 지위가 시중에 이르면서 주변에는 그를 시기하는 무리들이 생겨났고 궁예가 언젠가 자신에게 칼을 겨누게 될 것이라 생각해 위기의식을 느낀 왕건 스스로가 궁예에게 자청하여 변방으로 나갈 것을 청했던 것이다. 궁예는 그로 하여금 다시 수군을 지휘하게 했고, 왕건이 다시 수군을 맡게 되자 한때 나주 지역을 압박해 오던 후백제와 나주 지역의 해상 군소 해상 세력들은 다시 위축되었다. 왕건은 나주 지역을 안정시키고 돌아와 해전과 해상 무역에 대한 계책들을 진언하자, 궁예는 "나의 여러 장수들 중에 누가 이 사람과 비길만 하겠는가?"며 왕건에 대한 칭찬을 아끼지 않았다. 그러나 궁예는 한편으로는 왕건의 세력과 입지가 강화되자 점차 위협을 느끼고 있었다.
정개 2년(915년), 그의 포악함을 보다 못한 왕후 강(康)씨가 자신에게 간언하자, "네가 다른 남자와 간통하고 있지 않느냐. 나는 관심법으로 보아서 다 알고 있다."며 불에 달군 쇠방망이를 가져다 왕후의 음부를 지져 죽이고, 자신의 두 아들마저 죽였다. 소위 '관심법'이라 칭하며 사람의 마음을 읽는 비상한 재주가 있다고 스스로 떠벌이곤 해서 수많은 장군들과 문신들을 역모죄로 몰아 죽이는 등 가혹한 공포정치를 행했다.

### 정변과 죽음
918년 7월 24일(음력 6월 을묘일), 궁예의 숙청에 위기의식과 반감을 느낀 신숭겸(申崇謙), 홍유(洪儒), 복지겸(卜智謙), 배현경(裵玄慶) 등의, 태봉에서 형성되고 성장한 직업 군인 세력들과 예전에 왕건이 시중 시절 청주인인 입방, 신전, 관서가 같은 청주인이고 궁예의 총애를 받았던 아지태에게 참소를 당해 위기에 처한 것을 구해준 것을 계기로 궁예에게서 이탈한 일부 청주인들이 주동이 되어서 패서 지역(경기도 북부와 황해도, 평양과 평안남도 남부 지역의 구 고구려계 지역) 호족들과 최응, 송함홍, 백탁, 허원 등의 유학자 관료들의 지지를 받아서 왕건을 추대할 계획을 세우고, 한밤중에 정변을 일으켜 대궐로 쳐들어갔다. 흔히 왕건의 이 역성혁명은 왕건을 중심으로 한 패서 지역의 고구려계 호족들이 주도적으로 나섰다는 이야기가 많은데 실제 고려사를 보면 왕건이 역성혁명을 성공시켜 고려를 건국한 이후 논공행상을 베풀었을 때 상을 받은 개국공신의 명단을 보면 의외로 패서 지역의 옛 고구려계 대호족들이 전혀 없고, 또 역성혁명에 가담한 사람들의 숫자도 너무나 터무니없이 적은 점을 알 수 있다.
흔히 패서 지역의 옛 고구려계 대호족이라고 할 수 있는 박지윤, 황보제궁, 유천궁이나 왕건의 후삼국통일에 결정적인 공을 세운 후삼국시대 최대의 명장인 평주의 유금필도 보이지 않고, 궁예 정권에서 왕건의 목숨을 구한 왕건 시대의 가장 뛰어난 문신이였던 최응도, 고경참문 사건에서 왕건의 목숨을 구한 송함홍, 백탁, 허원 같은 궁예의 궁 내부의 왕건 지지 세력도 보이지 않고, 왕건의 명을 받아 훈요 10조를 받아적은 박술희도 보이지 않고, 왕건의 주요 세력 기반중 하나인 나주 지역도, 그리고 왕건의 처가댁 호족 세력들도 보이지 않는다.
고려사의 기록에 의하면 고려를 건국한 왕건의 역성혁명에 대한 논공행상에서 개국공신 1등 공신과 2등 공신으로 임명된 공신들의 명단은 1등 공신에 홍유, 신숭겸, 배현경, 복지겸이며 2등 공신에 견권, 능식, 염상, 김락, 연주, 마난이 보일 뿐이다. 그외에 고려사 환선길 열전을 보면 왕건의 고려 건국 이후 환선길과 그의 아우 환향식이 왕건을 죽이기 위해 암살모의를 했지만, 환선길이 군사 50여명을 거느리고 왕건에게 다가가자 왕건은 태연하게 "짐이 이 자리에 오른 것이 비록 너희들 덕분이지만 어찌 천명이 아니겠느냐. 천명이 이미 정해졌는데 너희가 이럴 수 있다는 말이냐!" 라고 소리치자 왕건이 복병을 숨겨놓은 것으로 오인해 도주하다가 동생과 더불어 왕건의 추격병들에게 잡혀 죽었다는 이야기가 있는 것을 근거로 학계에서는 환선길 형제도 왕건의 역성혁명에 가담했지만 곧 논공행상에 대한 불만으로 반역을 저질렀고, 이후 반역을 저지른 것 때문에 공신 명단에서 빠진 것으로 보고 있고, 또 고려사 태평 열전을 보면 태평은 궁예 시절부터 왕건을 위해 일했고, 왕건의 역성혁명 때 공을 세웠다고 쓰여 있어 태평도 왕건의 역성혁명의 공신중 하나일 것으로 생각해도 무리는 아닐 것이다. 또 고려사 견권 열전을 보아도 청주 출신이지만 왕건을 지지한 사람으로 같은 청주 사람이지만 재경 청주인들인 김근겸, 김관준, 김언규 등을 제거할 것을 왕건에게 권고하지만 왕건은 그들은 있는 힘을 다해 자신을 도운 사람들이라며 거절한 경우가 기록된 것으로 보았을 때 김근겸, 김관준, 김언규도 포함한다면 왕건의 공신 수는 현재까지 확인이 되는 수가 17명 정도로 이 숫자는 조선왕조건국 당시의 개국공신 수인 52명과 세조의 계유정난 정난공신 43명에 비해 터무니없이 적은 수이고, 더군다나 박지윤, 황보제궁, 유천궁 같은 패서 지역의 고구려계 대호족들이 명단에 전혀 없는 것을 보아서 실제 이들이 궁예의 숙청을 예견해 선제 반란을 일으켰다는 이야기는 근거가 부실한 편이다.
오히려 하현강이나 정청주, 조인성 같은 궁예에 호의적인 학자들의 말대로 왕건을 지지하는 세력들은 당연히 존재했지만, 패서 지역 호족들을 등에 업은 궁예의 황후 강씨의 사건이 진압된 이후 큰 충격을 받은 궁예는 이를 계기로 자신의 친위세력들을 이용해 자신에게 반대하는 세력들을 지속적으로 철저하게 감시하고 숙청한 관계로 이들 패서 지역의 고구려계 호족들 뿐만이 아니라 기타 왕건을 지지하는 반궁예세력들이 왕건의 역성혁명때까지 제대로 결집할 수가 없었다고 하는 것이 근거가 있어 보인다.
그럼에도 불구하고 궁예는 지나친 폭정으로 인해 민심과 군심, 그리고 신료들의 이반으로 인해 반궁예 세력들에 대한 지속적이고 철저한 감시와 숙청에도 불구하고 본래 궁예의 지지층이였던, 애초에 대호족들과는 거리가 먼, 복지겸을 제외하면 모두 농민 출신의 전문 군인들이였던 홍유, 배현경, 신숭겸, 복지겸의 4기장과 염상, 김락 같은 인물들과 그리고 궁예의 가장 핵심 지지층이였던 청주 지역 출신의 환선길, 환향식, 견권, 김근겸, 김관준, 김언규 등의 청주 세력의 일부가 궁예에게 등을 돌리고 배신을 한데다가 수많은 전쟁으로 단련된 뛰어난 군사전략가이자 거듭된 전공과 시중으로 있을 당시 선정을 베풀어 민심과 군심의 지지를 얻은 왕건과 경서와 사서에 통달하고 관리로서의 실무에 밝고 익숙했던 태평 같은 인물을 막지 못하고 몰락한 것으로 보인다. 또 옛 백제계 지역인 웅주를 이흔암이 정벌하러 가 중앙의 군사력이 약화되었을 때 정변을 일으켜 거사를 성공시킨 일면도 있었다.

궁예는 철원을 탈출하여 달아나다가 객지에서 죽었다. 《삼국사기》는 화전민들에게 발각되고 해를 입어 죽었다고 되어 있고 《고려사》는 산골짜기에서 이틀 밤을 머물다가 허기져서 보리 이삭을 잘라 먹다가 성난 군중들에게 맞아 죽었다고 되어 있으며, 야사와 전설에는 왕건과의 전투에서 패배해 연천군 청산면 장탄리 자살바위에서 자결했다고 전해진다. 궁예가 철원으로 도읍을 처음 옮겼을 때 눈에 보이는 돌마다 구멍이 숭숭 나 있는 것을 보고 왕조의 몰락을 직감했다는 설화가 있다. 이것의 정확한 이야기는 백성들이 물러나라고 난리치자 "한탄강가의 돌에 좀이 슬기 전까지는 물러날 수 없다!"라고 일갈했다. 그런데 다음날 득달 같이 한탄강 주변에 가 봤더니 진짜로 돌에 좀이 슬어 있었고, 이것을 궁예에게 보여주며 물러나라고 하자 궁예가 "내 운수가 다했구나"라며 탄식하며 성을 버리고 나갔다는 이야기이다. 현무암 지대인 철원의 자연 지리적 특징과 태봉의 역사가 결합된 설화의 사례라고 할 수 있다. 해당 지역에서는 종종 "곰보 돌"로 부르는 것 같다. 또 궁예의 정치적 고향인 철원의 민간 전승에도 '삼국사기'와 고려사, 고려사절요, 동국통감과 사실상 마찬가지로 죄없는 사람을 무수히 죽였다는 이야기도 있고, 또 자신의 안전을 위해 무녀에게 점을 치게 하자, 그 무녀는 18세 된 여자의 유방을 먹으라는 의견을 올렸고 그래서 많이, 혹은 매일 인육을 먹었다는 '삼국사기'와 고려사, 고려사절요, 동국통감의 역사서들의 기록들보다 더 악독한 만행도 전해지고 있다. 또 이와는 반대로 《광산이씨소고》에 따르면 궁예왕은 측근 몇 사람을 거느리고 현 평강(平康) 방면으로 도주 중 수풀 속에 숨은 백성들의 죽창에 찔려 삼방(三防)땅에 이르러 말 위에서 분사했으나 생시처럼 꼿꼿히 앉아 있었다 한다. 왕건이 달려와 조문하나 유해는 움직이지 않으므로 모든 사람이 겁내어 부득이 직립한 채로 입관케 하여 석축으로 수십 길이나 높다란 분묘를 만들어 군주의 예에 따라 정중히 장례를 지냈다고 하며 오래도록 연 1회 향사를 올렸다고 전한다. 또 다른 철원 지방 민간 전승에는 궁예가 철원을 도읍지로 삼았을 때, 한 풍수가의 조언을 받았는데 그 풍수가는 자신이 그만하라고 할 때까지 땅바닥에 엎드려 있으라고 했는데 때마침 무더위와 이상한 소리를 견디지 못한 궁예가 지시를 어기고 도중에 일어나자 풍수가는 300년 도읍지가 될 것이 30년밖에 못 간다고 한탄을 했다는 이야기도 있을 정도이다.

궁예의 죽음으로 태봉은 멸망하고, 왕건은 즉위하여 고려를 건국했다. 한동안 왕건에 반대하는 친궁예 세력들이 건재하여 반란을 일으키거나 후백제에 귀부하기도 했다.
마군장군(馬軍將軍) 환선길은 처음에는 왕건의 정변에 적극 가담해 큰 공을 세웠으나 이후 아내의 권고를 받고(고려사, 고려사절요, 동국통감에는 아내의 권고를 받고 환선길이 그의 동생과 함께 왕건에게 반란을 일으켰다고 나오지만, 실제로는 왕건의 정변 성공 이후 논공행상 과정에서 소외가 되어 반란을 일으켰다고 보는 것이 학계의 일반적인 시각이다.) 그의 동생과 함께 왕건이 고려를 건국한 직후 반란을 일으켰으나 실패해 그의 동생과 함께 처형되었고, 이후 태봉 말기 마군대장군(馬軍大將軍)으로써 웅주(熊州)를 쳐서 차지하고 주둔하던 이흔암은 천수 원년(918년) 6월 왕건의 즉위를 찬탈로 규정하고 정변을 일으킬 목적으로 부임지인 웅주를 무단이탈해 당시 수도인 철원으로 마음대로 돌아왔고, 이후 한찬 수의형대령(守義刑臺令)이었던 염장(閻萇) 등이 그에게 반란을 일으킬 뜻이 있음을 탐지해 밀고했고,이에 왕건은 몰래 사람을 붙여 이흔함을 감시하다가 이은함 처의 반역 실토 발언을 빌미삼아 이흔암을 체포해 시장 바닥에 끌어내서 공개 참형을 했고, 그로부터 2개월 뒤 웅주는 운주(運州) 등 10여 주현과 함께 후백제에 귀부해 버렸다. 9월에는 순군리였던 임춘길(林春吉)과 그의 일당들이 반역을 꾀하다 처형당했고 그 다음달인 10월달에는 청주의 진선과 선장 형제도 반역을 꾀하다가 처형되었다. 거의 대부분 공주, 또는 청주 지역의 구 백제계 지역 호족들이었다.
명주의 성주 김순식도 왕건이 고려를 건국하고 즉위한 뒤로도 오랫동안 항복하지 않아, 왕건이 천수 4년(922년) 7월에 김순식의 아버지이고 승려인 허월(許越)을 보내 타일렀을 때에도 장자 수원(守元)만 보내고 자신은 오지 않았다. 천수 9년(927년) 8월에도 사실상 마찬가지로 자신의 아들 장명(長命)만을 보내어 숙위하게 했을 뿐 김순식 자신은 오지 않다가, 왕건에게 저항한지 11년째인 이듬해 1월에야 직접 왕건을 찾아서 알현함으로써 완전히 왕건에게 귀부하게 되었다.

## 전설
《삼국사기》 및 《고려사》는 특히 궁예의 최후에 대해서, 미복차림으로 도망치던 중에 해를 입어 죽었다고 되어 있으나, 민간의 전승에서는 궁예가 오히려 왕건을 상대로 상당기간 동안 항전을 벌이다 죽었다고 하는 전승들을 전하고 있다. 유명한 것이 포천 산정호수와 철원군 갈말읍 인근의 명성산 전설로, 왕건에게 쫓긴 궁예의 말년을 슬퍼해서 산새들이 울었다고 해서 명성산이라는 이름이 붙었다는 것이다. 명성산 주변에는 궁예가 피신해서 이름이 붙었다는 개적동굴, 궁예가 왕건의 군사가 쫓아오는 것을 살폈다는 망무봉의 지명 유래담이 내려오고 있다. 또한, 철원의 보개산성, 운악산성, 명성산성에는 궁예가 왕건에 맞서 상당기간 항전했다는 민간전승들이 전해내려 오고 있는데, 이와 관련해 패주골은 궁예가 싸움에 패한 고을이라 붙은 이름이고, 궁예와 그의 군사들이 한탄하며 도망쳐서 군탄리가 되었다는 전승들이 있고 패주를 거듭하던 궁예는 평강에서 자살하거나 민중에게 살해되었다는 이야기가 있다. 이와 반대로 위에서 이야기 되었듯이 궁예에 대해서 부정적인 민간전승들도 전하고 있다. 궁예의 정치적 고향인 철원과 그 근처 지방에서 유래된 민간전승들인 앞서 이야기된 '한탄강'의 곰보 바위 전설이나 궁예가 대궐터를 정했을 때 한 풍수가가 자신의 지시가 있기 전까지는 엎드려 있으라고 했는데, 찌는 듯한 더위와 이상한 소리를 참지 못해 중간에 일어나서 이에 그 풍수가는 이곳은 300년 도읍지인데 참지 못하고 일어서는 바람에 30년밖에 도읍터가 될 수 없다라는 이야기와 '삼국사기'와 고려사, 고려사절요, 동국통감과 마찬가지로 죄없는 사람을 무수히 죽였다는 이야기도 있고, 또 자신의 안전을 위해 무녀에게 점을 치게 하자, 그 무녀는 18세된 여자의 유방을 먹으라는 의견을 올렸고 그래서 많이, 혹은 매일 인육을 먹었다는 '삼국사기'와 고려사, 고려사절요, 동국통감의 역사서들의 기록들보다 더 악독한 만행도 전해지고, '한탕강' 일화에서는 돌에 좀이 슬자 성을 버리고 도망간 궁예가 정사(正史)들('삼국사기'와 고려사, 고려사절요, 동국통감.)과 마찬가지로 상방에서 백성들에게 살해당했고 살해당한 이후 마련된 그의 묘를 그냥 지나가는 사람들은 움직일 수 없었는데 무덤에 제사를 지내주면 비로서 자유롭게 통행할 수 있었다라는 이야기와 이후 조선시대 한 함경감사가 말의 피를 궁예 묘에 뿌린 후부터는 제사를 지내지 않고도 그의 묘를 자유롭게 지나갈 수 있었다라는 이야기들이 있고, 그리고 그의 무덤을 도굴할려는 사람에게는 천변을 내리고 그의 궁궐터에 있는 소나무는 학질 환자를 치유해주는 효험이 있다는 민간의 이야기들이 있다.

## 평가
《삼국사기》와 《고려사》는 대부분 궁예를 축출한 왕건 세력에 의해 편찬된 텍스트를 저본 자료로 삼은 것이며, 왕조 시대의 전형적인 흥망사관에 입각해 왕건의 쿠데타를 정당화하고 그 쿠데타로 인해 추방된 궁예가 얼마나 잔인하고 난폭했으며 의심을 많이 품었고 폭정을 일삼았다는 것만을 강조하는 면이 크나 고려사 홍유 열전과 고려사 세가 934년의 왕건의 조서 기록들에 따르면 말년에 가서야 폭군이 되었다고 말해주는 기록들도 있어서 그가 황제가 된 이후 시종일관 잔인하고 난폭하고 의심이 많다라는 이야기를 부정하는 이야기들도 있으므로 실제로는 재위 말년에 가서야 궁예가 비로서 폭군이 되었다는 것에 힌트를 주는 면도 있다. 궁예가 폭군으로 불리게 된 것은 고려왕조 측의 조작들이 당연히 있었겠지만, 그가 전제 왕권을 구축하기 위한 과정에서 너무나 무리하고 과격한 수들을 썼기 때문이라고 할 수 있다.

### 반신라 정책과 신라 출신 귀순자들의 학살
우선 고구려 계승을 표방하며 신라를 '멸도'라고 부르고 신라에서 귀순해오는 자들은 모두 죽였다고 하는 기록부터, 기존의 학설은 《삼국사기》 궁예전의 기록을 바탕으로 "신라 왕실로부터 버림받았기 때문에 그것에 대한 원한을 품고" 행한 감정에 치우친 행동으로만 치부하는 것이 일반적이었다. 그러나 궁예가 처음 일어날 당시의 지지 기반과 왕건과의 차이점, 나아가 신라로부터의 귀순자들에 대한 분석이 이루어지면서, 어느 정도 궁예의 행동에도 설득력이 부여되고 있다. 궁예가 처음 거병할 당시의 지지기반은 신라 말의 초적으로, 이들 초적들은 극심한 천재지변에 신라 왕실과 진골 귀족들의 가혹한 수탈을 견디지 못해 무장화하여 도적으로까지 불리게 된 이들로서 신라 조정에 대한 적대적인 감정을 가진 자들이었다. 정통 호족 출신이었던 왕건이 신라 귀순자들을 너그럽게 다 받아주었던 것과는 달리, 초적을 규합하여 하나의 세력을 이룬 궁예로서는 신라 조정이나 그로부터 귀순해온 세력들에 대해서 마냥 우호적일 수만은 없었다라는 이야기도 있지만, 2008년 조인성의 저서인 (태봉의 궁예정권)195P를 보면 궁예의 이 신라 귀순자 대량 학살은 과장되었을 것으로 보인다라는 이야기가 있고, 여기서 궁예의 신라 출신 귀순자들의 대량 학살은 당시 신라의 지배층들에 한정이 된다고 나오며, 또 더 나아가서 궁예는 신라에서 넘어온 귀족 모두를 학살했다고라고 여겨지지 않는다는 이야기가 있다. 실제로 918년 왕건의 역성혁명 때 왕건을 황제로 만드는데 1등 공신들이였던 홍유, 신숭겸, 배현경, 복지겸을 보면 이중에 홍유는 신라 지역인 경북 의성 출신이고, 배현경은 본관이 경주 배씨인 것을 감안하면 잘 알 수 있다. 궁예가 신라 출신 귀순자들을 모조리 학살했다면 이들이 궁예가 다스리던 나라의 고위급 장군이 될 수가 없었을 것이다.

### 개인적인 신격화
궁예가 지은 경전을 보고 "하나같이 요사스러운 말로 교훈거리가 될 수 없다."고 혹평하여 궁예에게 살해된 석총이라는 승려와 관련해 《삼국유사》에는 《왕대종족기》를 인용해, "진표의 제자인 석충(釋忠)이 간자 108개를 태조에게 바쳤다."고 적고 있는데 《삼국사기》의 석총과 《왕대종족기》의 석충은 동일인물로 여겨진다. 또한 궁예가 지향했던 불교와 석총의 불교가 같은 법상종 계열이면서도 궁예는 아미타불, 관음보살 중심이었던 데 반해서 석총은 미륵보살, 지장보살 중심이었던 차이점이 지적되어, 양자간에 알력은 일찍부터 있었으며 적어도 《삼국사기》에 기록된 것처럼 감정적으로 울컥해서 죽이지만은 않았을 것으로 여겨지기도 하지만 앞서 이야기되었듯이 근본적으로 석총의 입장에서는 불교의 종파를 떠나서 궁예가 억지스러운 불교 경전들을 짓고, 미륵으로 행세하는 식의, 정통 불교 교리를 근본적으로 파괴하는 억지스러운 자기 신격화를 추진하는 것에 대해 정통 불교의 승려로서 이를 가만히 보고 있을 수 없었을 것이고, 이외에도 917년에 선종 계열의 승려로, 후백제 지역에서 건너와 활동했던 형미도 궁예에게 죽임을 당했다고 전해져, 궁예가 억지스러운 불교 경전들을 짓고, 미륵으로 행세하는 식의, 정통 불교 교리를 파괴하는 억지스러운 자기 신격화를 추진하는 것에 대해 불교계가 거센 반발을 하고 있음을 알 수 있고, 또 유학자들의 경우도 본래 궁예의 최측근이였다가 궁예에게 죽을뻔한 왕건을 살려준후, 궁예를 등지고 왕건의 최측근이 된 유학자 최응과 태봉 시절 궁예의 태자인 청광보살의 사부의 벼슬이였던 동궁기실로 있다가 궁예의 왕비 강씨와 강씨의 두 아들이 처형된 전후에 궁을 탈출해 승려가 되었다가, 역시 왕건이 고려를 건국하여 집권한 후 돌아와 왕건의 신료가 되어 왕건에게 최초로 왕씨 성을 하사받은 왕유(본명 박유.)의 경우와 궁예가 몰락한 해인 918년 3월, 왕창근이 한 기이한 노인에게서 얻은 거울에 적힌 왕건이 궁예를 멸망시킨 후 삼한을 통일하고 더 나아가 압록강까지 수복한다는 내용의 은어로 된 글들을 해석한 후, 왕건과 자신들의 안전을 위해 거짓으로 꾸며서 왕건을 위기에서 구했다는 궁예의 문인들이였던 송함홍, 백탁, 허원 등의 경우들을 봐도, 대개의 유학자들과 유학 계열의 문인들 역시, 자신을 신으로 여기면서, 사람들에게 자신을 신격화시키고 신으로서의 숭배를 강요하는 궁예의 행동들에 반감을 가지고 있었음을 짐작할 수 있다.

### 왕건과의 관계
《삼국사기》에는 궁예와 왕건 사이에 있었던 일화 한 가지가 소개되어 있다. 하루는 궁예가 왕건을 대궐 안으로 급히 불러들였다. 마침 처벌된 자들로부터 몰수한 물품들을 점검하고 있던 궁예는 왕건을 보자 성난 표정으로 "경이 어젯밤에 사람들을 모아 반란을 일으키려 했다는데 사실인가?" 라고 물었고, 왕건은 태연하게 웃으면서 "어찌 그럴리가 있겠습니까?"라고 대답했다. 이에 궁예가 다그치며 "나를 속이지 말라. 나는 능히 사람의 마음을 궤뚫어볼 수 있다. 지금 곧 정신을 집중시켜 그대의 마음을 꿰뚫어보리라." 하고는 눈을 감고 뒷짐을 지더니 한참 동안 하늘을 쳐다보았는데, 이 때 최응이 옆에 있다가 가만히 붓을 떨어뜨리고는 그것을 줍는 척하면서 왕건에게 "스스로 자복하지 않으면 목숨이 위험할 겁니다."라고 중얼거리고 지나갔고 왕건은 곧 "사실은 제가 모반을 계획하였습니다. 죽을 죄를 지었습니다."라며 거짓으로 자복했다. 그러나 궁예는 오히려 "경은 과연 정직한 사람이다. 다시는 나를 속이지 말라"며 왕건에게 주연까지 베풀어 주고 금은으로 장식한 말안장과 굴레와 금 한 덩이를 왕건에게 특별히 내려주었다고 한다. 이 기록은 흔히 궁예의 폭정과 왕건의 기지를 보여주기 위한 기록으로 해석된다.

### 기타
21세기에 이르러서는 애꾸눈에 승려라는 외모가 묘하게 재미있어서 인터넷 밈으로 많이 사용되었다. 게다가 인기 게임인 스트리트 파이터 시리즈의 보스급 캐릭터인 사가트도 궁예와 똑같이 애꾸눈에 대머리인지라 같이 엮여서 인터넷 밈이 되는 경우도 많다.

## 처자
《삼국사기》(三國史記)에는 궁예(弓裔)의 가족(家族)에 대해 왕비 강씨(王妃 康氏)가 있었다고 적고 있으며 청광(淸光)과 신광(新光)이라 불린 아들은 강씨(康氏) 소생인 것으로 비정하는 데 이견이 없다. 조정이 편찬한 기록(記錄)외에 후대의 광산 이씨(光山 李氏)가 궁예(弓裔)의 첫째 아들 청광(淸光)의 후손(侯孫)을 자처했으며 순천 김씨(順天 金氏) 또한 둘째 신광(新光)의 후손(侯孫)을 자처하기도 했으나 현재는 두 가문 모두 인정하지 않고 있다.

## 가계
- 아버지: 헌안왕(憲安王)
- 어머니: 미상[21]
  - 부인: 강비(康氏)
    - 장남: 청광(淸光) - 순천 김씨의 시조
    - 차남: 신광(新光) - 광산 이씨의 시조

## 대중 문화속에 나타나는 궁예

### 영화
- 《왕자 미륵》(1959년) - 배우:방수일
- 《태조 왕건》(1970년) - 배우:박암

### 드라마
- 《태조 왕건》(2000년~2002년, KBS) - 배우:김영철, 맹세창
- 《제국의 아침》(2002년~2003년, KBS) - 배우:김영철

### 예능
- 《SNL 코리아》(2014년 ~ 2016년) - 배우:김민교 및 마리오
- 《나 혼자 산다》(2016년) - 배우:기안84
- 《코미디빅리그 2018 궁예》, 《코미디빅리그 2018 장희빈》(2018년) - 배우:이진호
- 《미스터리 음악쇼 복면가왕》(2018년) - 배우:고세원(다 꿰뚫어보고 있느니라 궁예)
- 《코미디빅리그 2018 궁예》(2018년) 및 《아는 형님 175회》(2019년) - 배우:김희철
- 《스튜디오 룰루랄라》 《관종투어》(2019년) - 배우:장성규

### 소설
- 신채호, 《일목대왕의 철추》(1918)

## 같이 보기
- 발해
  - 대위해 (895년 - 907년)
  - 대인선 (907년 - 926년)
- 신라
  - 효공왕 (897년 - 912년)
  - 신덕왕 (912년 - 917년)
  - 경명왕 (917년 - 924년)
- 후백제
  - 견훤 (900년 - 935년)

## 참고 서적
- 고려사
- 고려사절요
- 동국통감
- 동사강목
- 신채호, 《일목대왕의 철추》(1918)
- 국사편찬위원회, 《한국사 4》 (국사편찬위원회, 1974)